# Torshälla
Torshälla is een stad in de gemeente Eskilstuna in het landschap Södermanland en de provincie Södermanlands län in Zweden. De plaats heeft 7614 inwoners (2005) en een oppervlakte van 556 hectare.

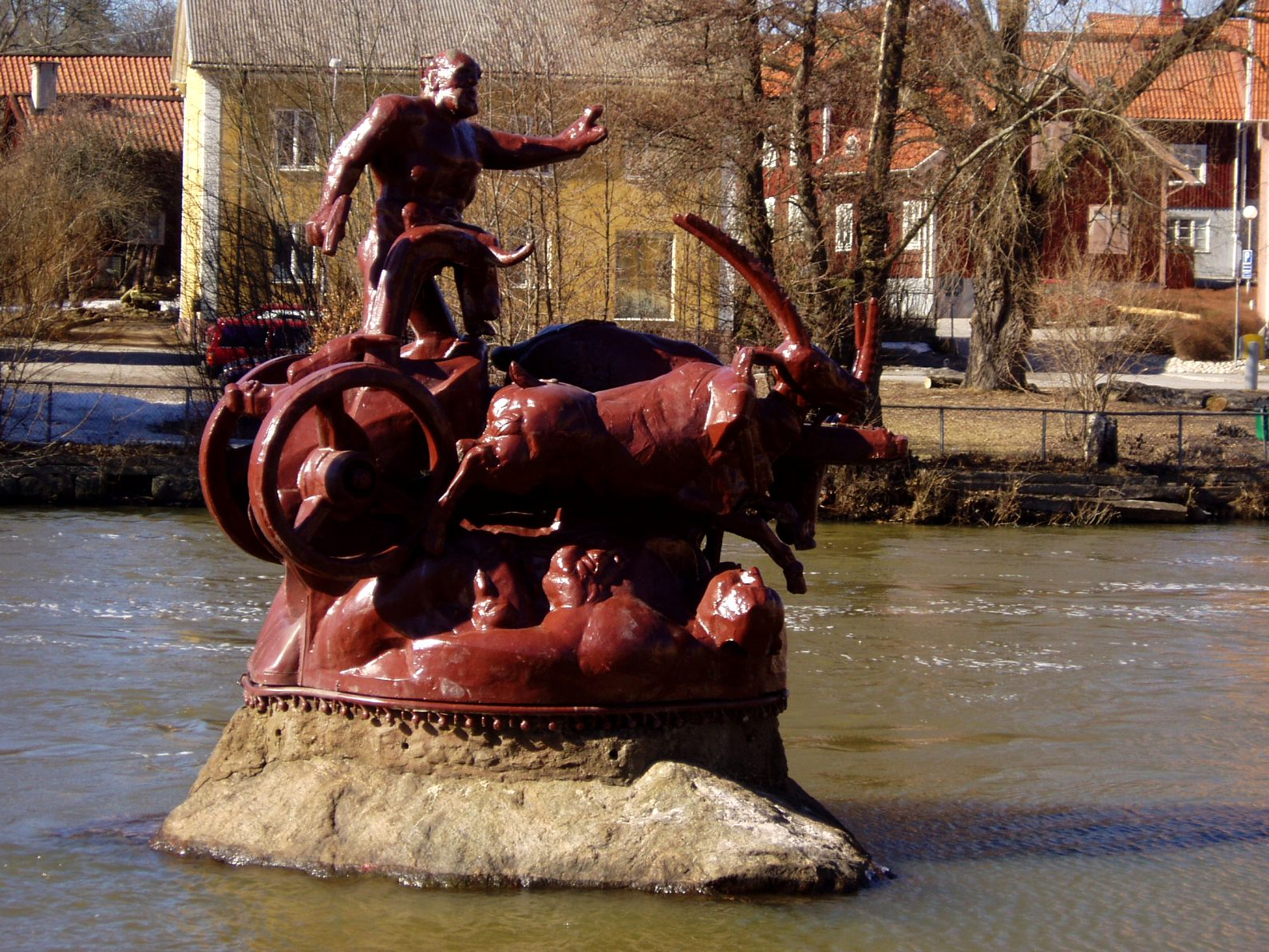
Thor en Tandgniostr en Tandgrisnir als standbeeld in Torshälle

## Geboren
- Per Oscar Gustav Dahlberg (1953), kunstenaar
- Sulo Vaattovaara (1962), voetballer